# Arctia cuneigera
Arctia cuneigera là một loài bướm đêm thuộc phân họ Arctiinae, họ Erebidae.